# Marc Dal Hende
Marc Dal Hende, né le 6 novembre 1990, est un footballeur danois. Il évolue à l'AB Copenhague au poste d'arrière gauche.

## Biographie
Marc Dal Hende participe à la Ligue Europa avec le club de SønderjyskE. Lors de cette compétition, il inscrit un but sur la pelouse du Zagłębie Lubin en juillet 2016.